# Großsteingrab Garvsmühlen
Das Großsteingrab Garvsmühlen war eine megalithische Grabanlage der jungsteinzeitlichen Trichterbecherkultur bei Garvsmühlen, einem Ortsteil von Rerik im Landkreis Rostock (Mecklenburg-Vorpommern). Es wurde Ende des 19. Jahrhunderts zerstört.

## Lage
Das Grab befand sich östlich von Garvsmühlen, bei einem einzeln stehenden Haus in Richtung Rerik. Etwa 400 m westsüdwestlich seines ursprünglichen Standorts befinden sich noch heute die beiden Großsteingräber von Gaarzerhof.

## Beschreibung
Nachdem mit der Abtragung des Grabes begonnen worden war, führte Robert Beltz am 5. Oktober 1895 eine Ausgrabung durch. Nach seiner Beschreibung handelte es sich bei der Anlage um ein ost-westlich orientiertes, rechteckiges kammerloses Hünenbett mit einer Länge von 13,5 m und einer Breite von 5 m. Von der Umfassung waren noch 14 große Steine erhalten. Die Hügelschüttung erreichte eine Höhe von 1,25 m und bestand aus schwarzgrauer Erde. Das Fundament des Hügels bildete ein Damm aus großen flachen Geschiebesteinen. Etwa 4,5 m vom westlichen Ende war auf dem Damm ein Granitblock von 2 m Länge und 1,5 m Höhe quer zum Hügel aufgestellt worden. Seine Westseite war glatt.
Am südlichen Rand des Hügels, direkt an der Umfassung wurde eine größere Anzahl durcheinander geworfener menschlicher Knochen gefunden. Sie konnten vier Individuen zugeordnet werden. Bei den Knochen wurde eine Feuerstein-Klinge gefunden. Im westlichen Teil des Hügels wurden zwei kleine, unbestimmbare Keramikscherben gefunden, am östlichen Ende, zwischen den Dammsteinen, eine mit Knochen und Asche gefüllte Urne aus einer eisenzeitlichen Nachbestattung. Bei der weiteren Abtragung nach Beltz’s Untersuchung wurden vier weitere Skelette gefunden, von denen Beltz aber glaubte, dass sie nicht direkt aus dem Hünenbett, sondern eher aus seiner Umgebung stammten und wohl jüngeren Datums, evtl. slawenzeitlich, waren. Die kleinen Scherben sind verloren, die Klinge, die Urne und die Knochen befinden sich heute in der Sammlung des Archäologischen Landesmuseums Mecklenburg-Vorpommern in Schwerin.